# تشيان شيويه سن
تشيان شيويه سن (بالصينية: 钱学森) (مواليد 11 ديسمبر 1911 - الوفاة 31 أكتوبر 2009) هو أحد علماء الصواريخ والفضاء، قدم مساهمات في البرنامج الفضائي لكل من الولايات المتحدة وجمهورية الصين الشعبية.

## روابط خارجية
- تشيان شيويه سن على موقع الموسوعة البريطانية (الإنجليزية)
- تشيان شيويه سن على موقع مونزينجر (الألمانية)
- تشيان شيويه سن على موقع إن إن دي بي (الإنجليزية)